# Corte de los Milagros

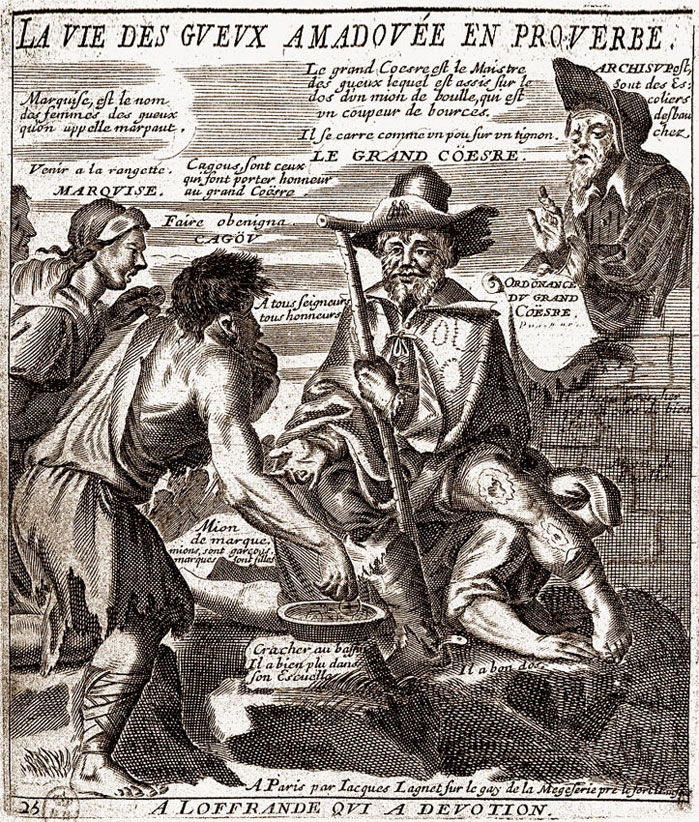
El "grand Coësre" (Gran ira). Grabado extraído de la Colección de los proverbios más ilustres dividido en tres libros: el primero contiene proverbios morales, el segundo los proverbios alegres y agradables, el tercero representa la vida de los mendigos en proverbios, Jacques Lagniet, París, 1663.

La Corte de los Milagros (Cour des miracles en francés) era un término francés que se refería a los barrios marginales de París, Francia, donde residían los inmigrantes desempleados de las zonas rurales. Tenían "el refugio habitual de todos esos desgraciados que llegaron a esconderse en este rincón de París, sombríos, sucios, fangosos y tortuosos, sus enfermedades pretendidas y su contaminación criminal". Las áreas crecieron en gran medida durante el reinado de Luis XIV (1643-1715) y en París se encontraron alrededor del convento de Filles-Dieu, Rue du Temple, la corte de Jussienne, la calle Reuilly, Rue St. Jean y Tournelles Beausire, Rue de l 'Echelle y entre la Rue du Caire y la Rue Reaumur. Este último sirvió de inspiración para Les Misérables y El jorobado de Notre-Dame, ambos de Victor Hugo.

## Origen del nombre
En el París premoderno, una gran parte de la población dependía de la mendicidad para sobrevivir. Dado que aquellos con una discapacidad clara podrían esperar más limosnas, varios mendigos fingieron terribles lesiones y enfermedades. Cuando regresaron a sus hogares en el barrio pobre, dejaron caer a sus personajes. Un mendigo que había fingido estar ciego o lisiado todo el día podía ver o caminar de nuevo en el barrio pobre. Este fenómeno dio el nombre genérico a estas áreas donde ocurrían tantos "milagros" todos los días: Cortes de milagros.

## Cultura

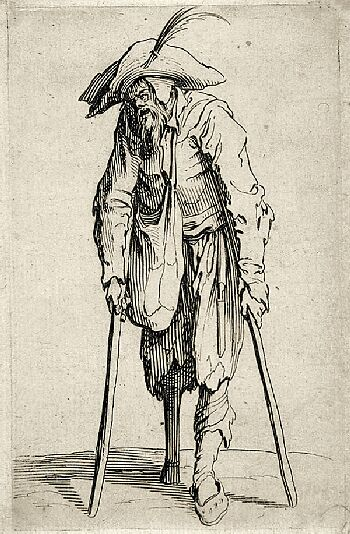
Jacques Callot : Los mendigos - El mendigo con la pata de madera (1622). Una visión más realista de los mendigos de la época con muletas, por un artista contemporáneo de la corte de los Milagros.

Regularmente se pensaba que la gente de la Corte de los Milagros había organizado una contrasociedad dedicada al crimen y al robo con su propia jerarquía e instituciones. Sin embargo, este es un tema común en ese momento y es probable que haya sido poco más que una fantasía literaria. Por ejemplo, los archissupots (En la jerga de mendigos equivalía a profesores para a los mendigos recién iniciados.) debían ser antiguos alumnos encargados de enseñar la jerga local (argot) a los nuevos reclutas. Sin embargo, se ha observado comúnmente la relación entre los forajidos y el mundo estudiantil en el siglo XVII, un momento de crisis. El historiador del siglo XVII Henri Sauval afirmó que el área era "un gran callejón sin salida apestoso, fangoso, irregular y sin pavimentar". Argumentó que el área tenía su propio idioma y una subcultura del crimen y la promiscuidad: 

"todos vivían en gran libertinaje; nadie tenía fe ni ley, y el bautismo, el matrimonio y los sacramentos eran desconocidos".

## Desaparición del barrio

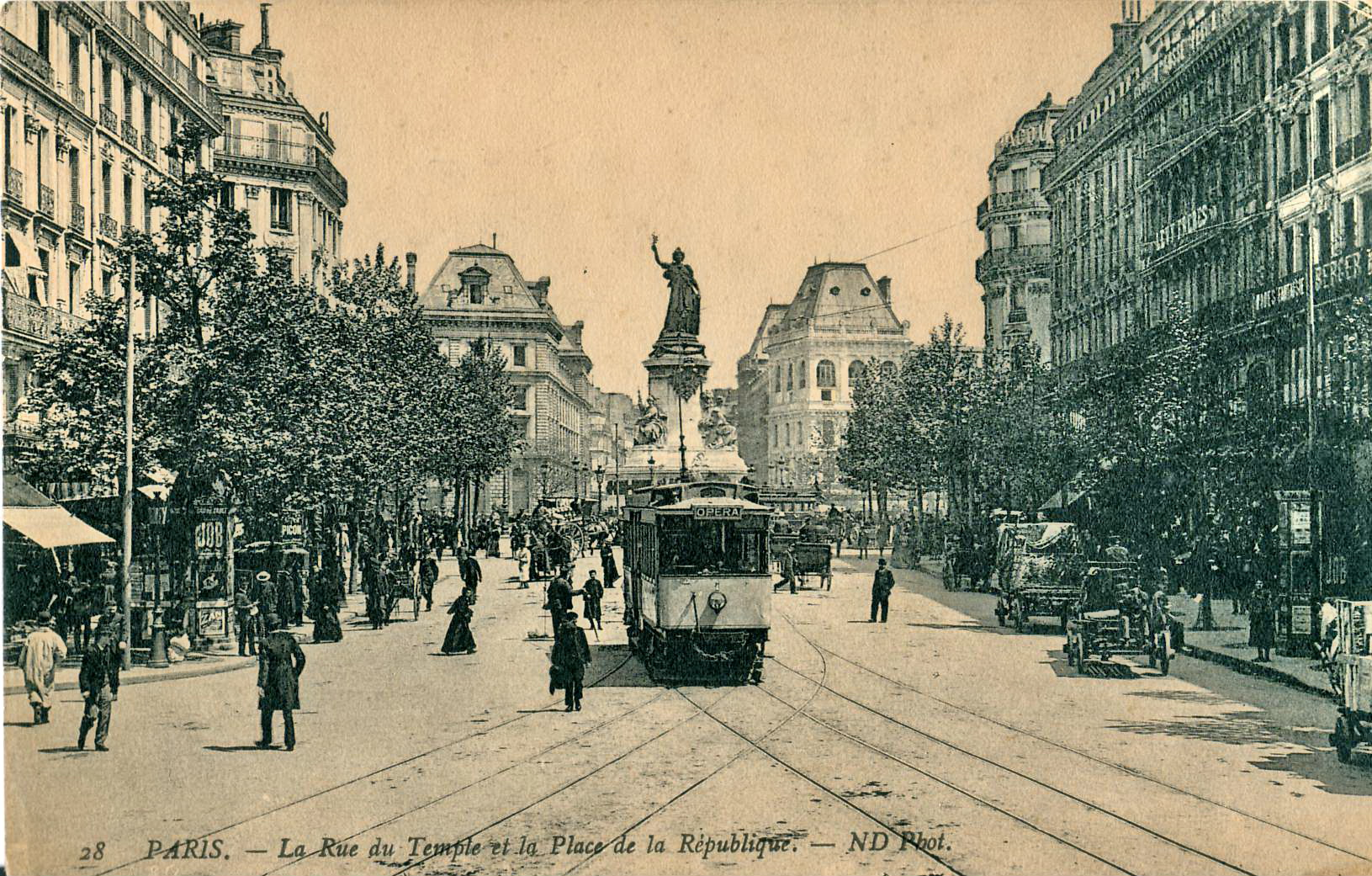
La Rue du Temple, después de la haussmanización.

A medida que el crimen y la indigencia empeoraron, las autoridades parisinas buscaron reducir estas áreas. A Gabriel Nicolás de la Reynie se le encomendó en 1667 la utilización de la prefectura de la Policía para frenar el crecimiento del crimen en las áreas. En 1750, una nueva táctica para mejorar la salud y la atención social se hizo prominente sobre la aplicación de la ley, y a medida que grandes áreas de los barrios marginales fueron demolidas, las pescaderías y los herreros se hicieron cargo de ellas. Los últimos vestigios de la antigua "cour des miracles" fueron eliminados con la reurbanización del sitio Filles-Dieu durante la Revolución Francesa y la haussmanización de la zona en el siglo XIX ".

## En la Cultura contemporánea
- Cour des miracles (griego: Η αυλή των θαυμάτων) es una de las obras de teatro griego contemporáneas más importantes escritas por Iakovos Kambanellis e interpretada por primera vez en Atenas durante 1957-1958. La obra proyecta las historias de vida y las relaciones de un grupo de vecinos en el barrio de clase trabajadora de Vyronas en Atenas que se enfrentan al desplazamiento de sus humildes unidades de vivienda que rodean un patio debido a un nuevo proyecto de construcción que el propietario inició.

- En el videojuego Assassin's Creed: Unity de Ubisoft, Arno, el protagonista, debe ir a La Corte de los Milagros para matar a un templario que se hace llamar "Roi des thunes" (Rey de los mendigos) y que tiene bajo su poder a los mendigos de la zona, que usa para recabar información que pueda interesar a la Orden de los Templarios.

- Es mencionada como el refugio de la comunidad gitana en la película animada; El jorobado de Notre Dame, película de animación de Walt Disney Pictures de 1996.

- En el libro de Del Valle-Inclán "Cour des miracles" aplica alegóricamente su sentido para ridiculizar la corte de la reina Isabel II, bien conocida por sus vicios y excentricidades.